# Andrea Maria Schenkel
Andrea Maria Schenkel, född 21 mars 1962 i Regensburg i Tyskland, är en författare av deckarlitteratur. 
Hennes debutbok Tannöd från 2006 blev mycket framgångsrik och har fått flera priser. Den bygger på en verkligt mordfall som inträffade på bondgården Hinterkaifeck i Bayern på 1920-talet. Bokens handling utspelar sig dock 1955 och bondgården heter Tannöd. Boken har översatts till flera språk; på svenska heter boken "Mordbyn" och är översatt av Christine Bredenkamp. 
2008 tilldelades den Svenska Deckarakademins internationella pris The Martin Beck Award, som ges till årets bästa deckare i svensk översättning.

## Böcker översatta till svenska
- Schenkel, Andrea Maria; Christine Bredenkamp (2008). Mordbyn. Stockholm: Ersatz. ISBN 978-91-88858-90-0 (inb.)
- Schenkel, Andrea Maria; Christine Bredenkamp (2009). Fallet Kalteis. Stockholm: Ersatz. ISBN 978-91-88858-78-8 (inb.)
- Schenkel, Andrea Maria; Anna Bengtsson (översättare) (2009). Bunker. Stockholm: Ersatz. ISBN 978-91-88858-88-7 (inb.)